# Santa Cruz de Guaybel
La localidad de Santa Cruz de Guaybel está situada en el Municipio de El Nayar (en el Estado de Nayarit).
 
El significado de Santa Cruz de Guaybel se deriva de un ave rapaz parecida al halcón peregrino, que se encuentra en extinción. La comunidad anteriormente se llamaba Palo Colorado porque había una gran población de encinos y guayabos con tallos colorados.

Tiene 397 habitantes y está situado a 900 metros de altitud. Su idioma predominante al 100% es el Cora.

## Orografía
La comunidad se encuentra enclavada en la Sierra Madre Occidental por lo que la superficie es altamente accidentada.

## Clima
El clima predominante es el cálido subhúmedo con lluvias en verano. Los meses más lluviosos van de junio a septiembre. La temperatura media anual es de 25 °C. 

## Principales ecosistemas
En la región boscosa las variedades que se encuentran son: el roble, pino triste, pino real y pino.
En la selva las especies más sobresalientes son el tepame, papelillo amarillo, tepeguaje, guásima, guapinol; los pastizales más importantes son el zacatón, navajita, zacate, y zacate rosado.
La fauna silvestre está constituida por venados, pumas, tigrillos, jabalíes, armadillos, conejos, tejones. Además existe una diversidad de aves y reptiles.  

## Recursos naturales
Sus principales recursos naturales son los bosques de roble, pino y encino y las zonas de pastizales para la ganadería. 
Por lo accidentado del terreno no se puede realizar una explotación adecuada de los recursos forestales.

## Características y uso del suelo
EL uso del suelo en la agricultura se realiza en una superficie mínima, apenas el 0,66% de la superficie total de la comunidad se destina a los cultivos del maíz, frijol y frutales. 
Las zonas de pastizales representan el 14,21% de la superficie municipal, utilizándose para la ganadería, una de las actividades más importantes en la comunidad. 

## Religión
La población profesa en un alto porcentaje la religión católica. 

## Comercio
Se realiza a través de algunos comerciantes de artículos de la canasta básica, el abasto fundamental se realiza a través de organismos del gobierno. La comunidad cuenta con un aserradero desde donde exportan maderas a diferentes sucursales encontradas en el estado como en el municipio de Ruiz, localizada en colonia con el nombre de Tijuanita y en el municipio de Tepic que se localiza en el bulevar de Tepic. 

## Música
La música que se escucha con más frecuencia es la autóctona, acompañadas de instrumentos como el violín, la flauta y el tambor, todos rústicos. Existe en la comunidad una banda de música cuyos integrantes son en su totalidad indígenas.  

## Artesanías
Es representativa la confección de trajes típicos de Coras, hechos a base de tela con colores vistosos, listones y encajes de distintos colores que tiene un significado tradicional religioso.
Aun y cuando son muy parecidos, los trajes Coras y Huicholes tienen significados religiosos distintos en sus tejidos.  

## Gastronomía
Son muy comunes los alimentos  basados en maíz, la carne de venado, los quesos de leche entera y una gran variedad de cecinas. 
La bebida típica es la  tequila rebajada con algún te,  estos en las fiestas tradicionales.  

## Educación
La comunidad indígena de Santa Cruz De Guaybel tiene escuelas bilingües de educación básica como son inicial, preescolar, primaria y una secundaria técnica. 
En lo referente a inicial es atendido por un solo maestro este programa es no escolarizado por lo tanto no cuenta con aula. 
En respectivo a preescolar se atiende por dos maestros bilingües que dominan al 100% la lengua cora que es la predominante en esa comunidad, atienden alumnos de 1º,2º y 3º. 
Con lo referente a Primaria se atiende de 1º a 6º es una escuela de organización completa que cuenta con seis maestros y un director técnico.
La escuela secundaria es atendida por un director y maestros cada una con sus diferentes especialidades. 

## Aspecto político
Esta comunidad Cora, en su aspecto político, se basan en las leyes marcadas a nivel nacional. 
Por la constitución política de México también cuentan con sus propias formas de gobierno étnicas, ya que tienen sus propias reglas, este también es democrático similar a las leyes del país.